# Anthoxanthum japonicum
Anthoxanthum japonicum är en gräsart som först beskrevs av Carl Maximowicz, och fick sitt nu gällande namn av Eduard Hackel och Matsumura. Anthoxanthum japonicum ingår i släktet vårbroddssläktet, och familjen gräs. Inga underarter finns listade i Catalogue of Life.